# Alue Dua (Nisam Antara)
Alue Dua is een bestuurslaag in het regentschap Aceh Utara van de provincie Atjeh, Indonesië. Alue Dua telt 3878 inwoners (volkstelling 2010).